# Дом Бажанова
Дом Бажанова — памятник архитектуры в стиле модерн. Построен в 1909 году для Торгово-промышленного товарищества «Ф. Г. Бажанов и А. П. Чувалдина» архитектором Павлом Федотовичем Алёшиным. Находится в Санкт-Петербурге, современный адрес — улица Марата, дом 72.

## История строительства
В 1905 году по просьбе руководства сотрудники Торгово-промышленного товарищества «Ф. Г. Бажанов и А. П. Чувалдина» (которое представляло собой акционерное общество на паях) заполнили анкеты с указанием сведений о жилье (в анкете указывались адреса, характеристики жилых помещений и размер платы за них, состав семьи, отдаленность от места работы, транспорт и время, которое затрачивается на дорогу на работу). Филадельф Геннадьевич Бажанов, именем которого впоследствии был назван дом, являлся директором-распорядителем «Торгово-Промышленным товариществом Ф. Г. Бажанова и А. П. Чувалдиной». Он — потомственный почетный гражданин, петербургский купец Первой гильдии, пожизненный член Русского Собрания, председатель Правления Триумфальной мануфактуры и Петербургского общества взаимного кредита, создал и содержал за свой счёт Торговую школу имени Императора Николая II. 30 июня 1906 года у действительного статского советника М. Н. Журавлева были приобретены каменный дом и служебные постройки на участке по адресу Николаевской улица, дом 72. Постройки предназначались для сноса. По требованиям Торгово-промышленного товарищества в новом здании должны были разместиться апартаменты директора-распорядителя, служебные помещения правления с залом для заседаний, тридцать квартир для служащих товарищества и их семей, каждое от трёх до восьми комнат, общежитие для молодых сотрудников не имеющих семей с кухней и столовой, кладовые, прачечные и другие службы, включая конюшни и даже коровник. К числу основных требований относилось «не иметь темных помещений и высоких корпусов».
Разработка проекта нового здания сначала была поручена инженеру Б. И. Конецкому, но он умер в октябре 1906 году, выполнив только эскизы планов расположения помещений на различных этажах. Тогда Торгово-промышленное товарищество заключило контракт с инженером Павлом Федотовичем Алёшиным. Именно он работал с Б. И. Конецким, который был его сокурсником и другом, в 1905 году над конкурсным проектом здания реального училища в Вятке. Алёшин был и руководителем его строительства. Он имел право заключать и расторгать договоры с подрядчиками и поставщиками, контролировать качество и сроки выполнения работ, а также вести официальную переписку по вопросам строительства с Городской управой. Было израсходовано на постройку дома более миллиона рублей.
12 февраля 1907 года его проект был утвержден техническим отделом Санкт-Петербургской городской управы. Архитектор вытянул постройку в глубину приобретённого участка. Основное здание на Николаевской улице — трехэтажное. С двух сторон отходят разноэтажные флигельные корпуса. Поперечные корпуса образуют три внутренних двора, они объединены между собой арочными проездами. В первом и втором этажах основного корпуса и на вторых этажах примыкающих флигелей располагалась квартира Ф. Г. Бажанова, где он проживал со своей большой семьёй, а также жила семья его друзей. Квартира включала сорок комнат.
Закладка дома прошла 29 июня 1907 года. В строительстве здания было использовано большое число новинок — железобетон для фундаментов и железобетонные междуэтажные перекрытия по двутавровым стальным балкам, водяное отопление с принудительной циркуляцией воды (сохранились некоторые резервуары), кондиционеры, скрытая в стенах электропроводка, ватерклозеты во всех квартирах, электрические лифты на "черных" лестницах для подъёма дров из подвалов в квартиры, горячее водоснабжение. Все три двора дома "подвесные" (в настоящее время частично затоплены водой из-за повреждения столетней гидроизоляции и ливневой канализации). До 1917г. в подземных помещениях дворов с потолками 3-3,5м располагались комнаты хранения вещей жильцов, прачечная, ледник, склад дров для кухонных плит и каминов, угольные бункеры и котельная. В третьем дворе, кроме жилых флигелей, располагались различные хозяйственные помещения, гараж.
Здание построено в стиле модерн. Строительство и отделка здания были закончены в конце 1909 года. В процессе строительства был значительно изменён первоначальный внешний вид фасада. Поэтому Алёшин направил в Городскую управу новый чертёж фасада (чтобы «таковой переутвердить, как сверенный с натурой, взамен утверждённого») 13 марта 1910 года, хотя здание уже было построено.

## Фасад здания
В первоначальном проекте на лицевом фасаде располагались два различных по форме эркера. Формы окон были разнообразны, простенки между окнами второго и третьего этажей содержали пилястры и капители из майолики. Между окнами третьего этажа размещались колонки, ниже проходил аркатурный пояс, окна второго этажа были облицованы майоликовыми наличниками. Плоскость стены на уровне первого этажа должны были быть отделаны колотым камнем, а выше — тёсаным. Дымовым трубам архитектор придал форму башенок. Но фасад оказывался перенасыщенным декоративными элементами. Это нарушало целостность здания.
В ходе строительства Алёшин переделал фасад. Он убрал все пилястры, декоративные колонки, аркатурные пояса, вставки из майолики и наличники в центральной части. Оконные проемы он сделал четырехугольными. Весь фасад был покрыт одинаковой облицовкой. Появился каменный фриз с растительным орнаментом и профилированная тяга под окнами второго этажа. Значительной переработке подверглись и задуманные эркеры. Кровля была сделана из оцинкованного железа, положенного на деревянную обрешетку. Для лицевого ската кровли главного корпуса использовалась металлизированная черепица.
Лицевой фасад главного корпуса облицован одинаковыми гранитными плитами светло-красного гангутского гранита. Из него же гранита исполнялись детали орнамента.
На фасаде были созданы четыре бронзовых флагодержателя и медные карнизы «под зеленоватую помпейскую бронзу», ажурные кованые ворота с накладными бронзовыми украшениями, парапетные и балконные решетки, а также установлен 21 балкон, изготовленный на заводе «Карл Винклер». Бронзовые двери парадного входа Алешин заказал в Великобритании.

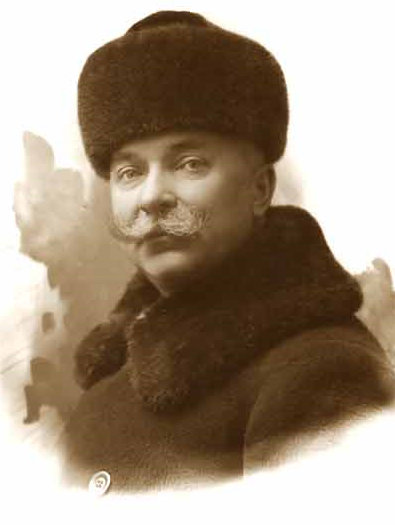
Архитектор П. Ф. Алёшин
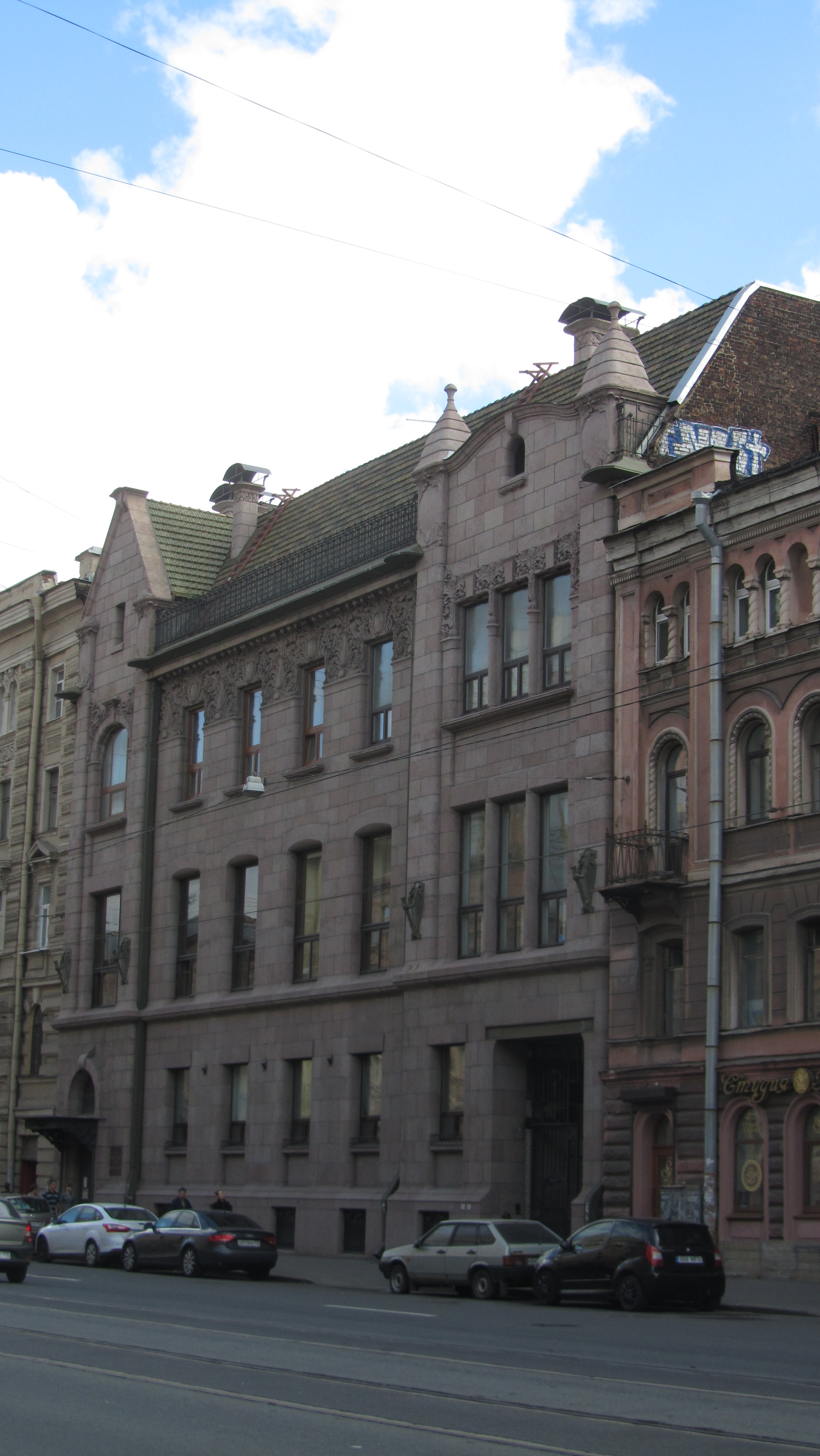
Дом Бажанова
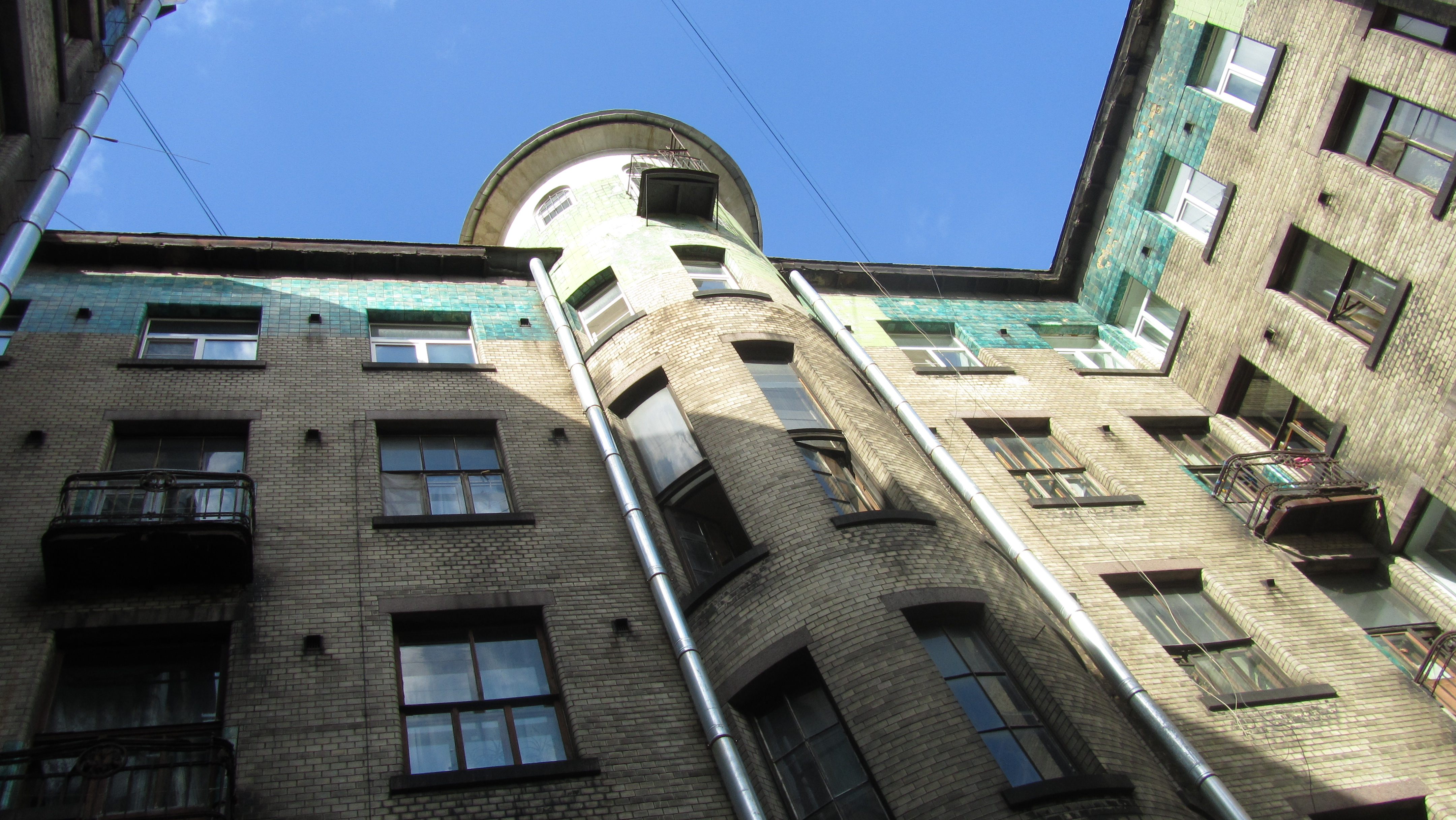
Дом Бажанова. Внутренний дворик
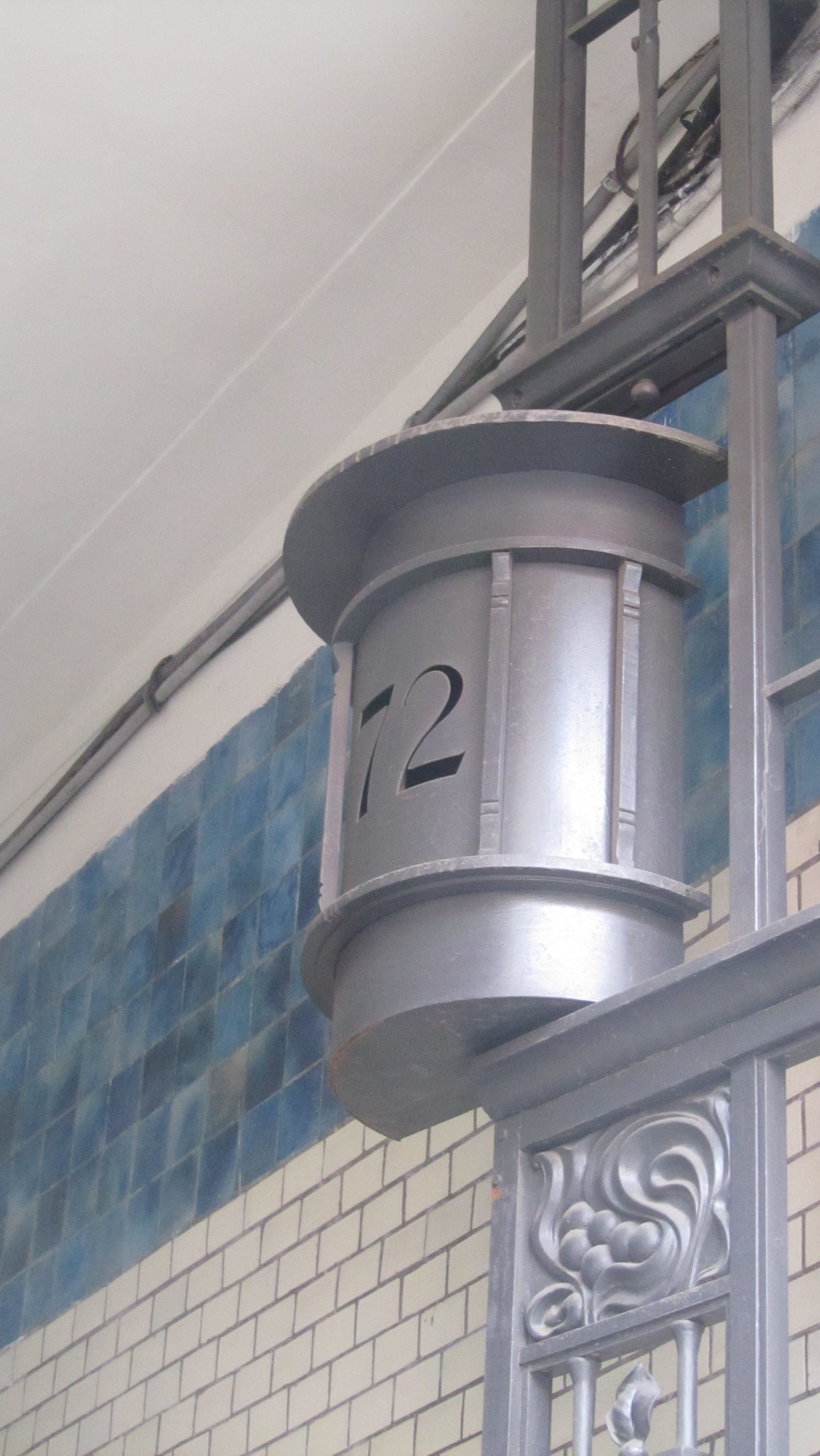
Дом Бажанова. Элемент декора фасада
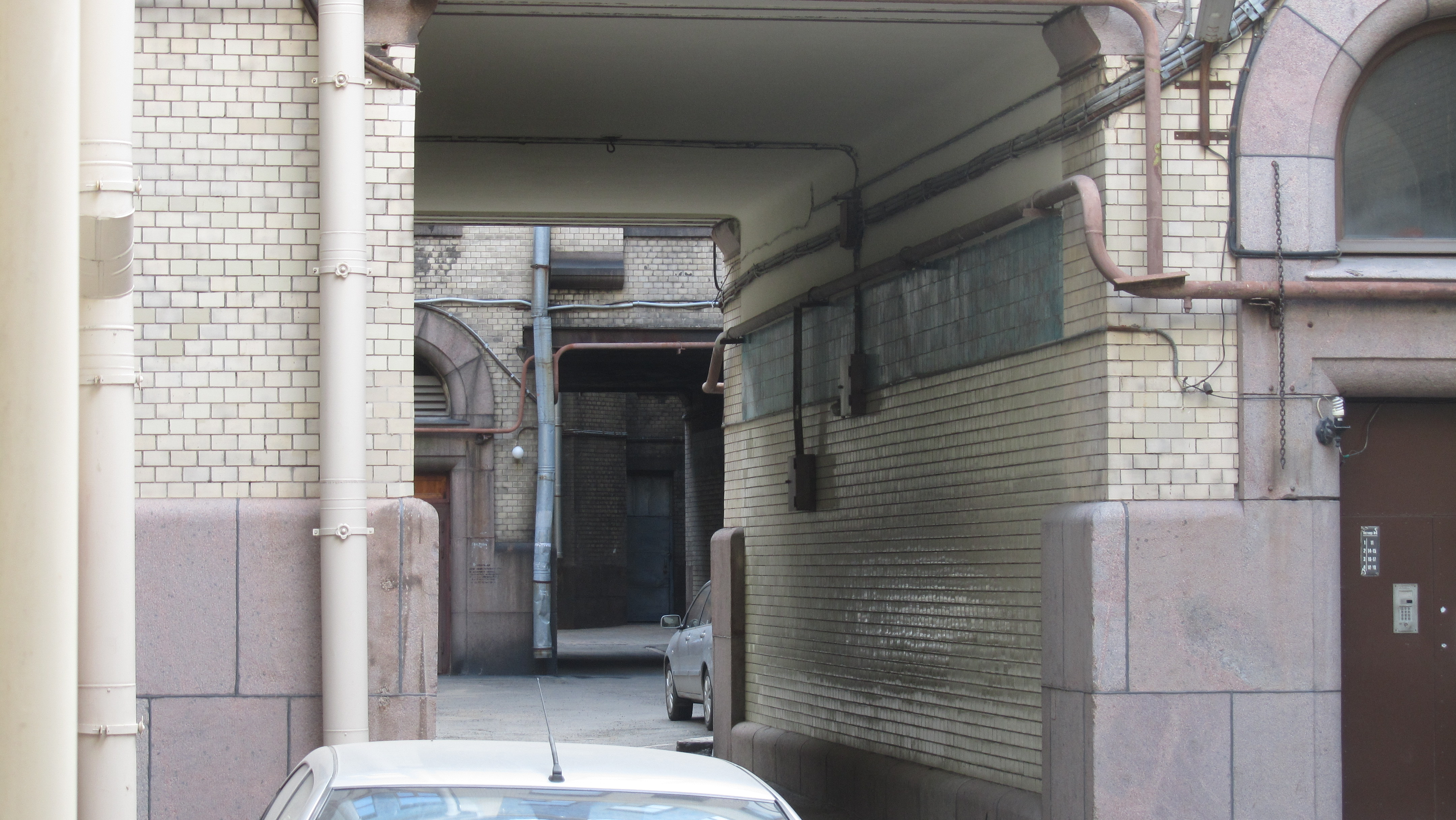
Дом Бажанова. Проход между внутренними двориками

## Интерьеры здания
До настоящего времени сохранилось убранство парадных помещений квартиры Бажанова: Парадной лестницы, Приёмной, Кабинета, Холла, Гостиной, Фойе, Малой и Большой столовых. Часть их декоративного убранства утрачена.
Парадная лестница с фонарями отделана белым итальянским мрамором. Парапет содержит вставки из художественного бронзового литья (в ходе реставрации выяснилось, что это была гальванопластика). Всего в доме Бажанова насчитывалось четыре парадных и четырнадцать служебных лестниц.
В Холле над лестницей находится камин, выполненный в замковом стиле. Он выложен майоликой и украшен чеканной медной панелью с изображением старинного корабля викингов. Камин сделан в мастерской Ваулина и Гельдвейна. Фриз со сценами из крестьянской жизни расположен вдоль стен под потолком. Каждое панно имеет собственный сюжет и название. По семейному преданию владельцев здесь изображены сцены, которые Бажановы наблюдали в деревне во время летнего отдыха. Сюжет фриза воспроизводит жизнь сельского жителя от детских забав (игра в городки и запуск бумажного змея) до тяжёлых бурлацких и сельскохозяйственных работ. Отчетливо видны более пятидесяти персонажей. Предполагается, что фриз принадлежит скульптору Л. А. Дитриху. Среди документов архива владельцев сохранилась составленная им смета на исполнение лепных украшений. Сам Дитрих был в это время вольнослушателем Императорской Академии художеств.
Украшением Приёмной Бажанова, находящейся на втором этаже над лестницей, стал майоликовый камин. Камин выполнен по эскизу Михаила Врубеля на сюжет былины «Вольга и Микула». Он был создан на заводе П. К. Ваулина. Впервые он был выполнен в Москве в 1899 году. Известны пять различных вариантов этого камина, отличающихся друг от друга. Остальные четыре находятся: в Третьяковской галерее, в Русском музее, в Музее декоративного искусства в Москве и в музее в Коломенском. Камин из дома Бажанова — единственный используемый по назначению. На Всемирной выставке 1900 года в Париже за эту работу Врубель был удостоен Золотой медали.
Для дома Бажанова камин был вновь воспроизведен Петром Ваулиным в кикеринских мастерских в 1908 году. О. О. Гельдвейн (совладелец мастерской) по своей инициативе лично сообщил владельцу здания в письменной форме, что «на днях закончен в наших мастерских монументальный камин по рисунку художника Врубеля» и предложил приобрести его «для одной из многочисленных зал Вашей квартиры». Камин, связанный сюжетом с «Богатырским фризом» большой столовой, был приобретён. Слева изображён идущий за сохой крестьянин-богатырь Микула, а справа — дружинник Вольга в доспехах на могучем коне. Венчают композицию фигуры райских птиц Сирин и Алконост с девичьими головами.
Окно приемной украшают две работы Врубеля — изразцы «Павлин». Существуют ещё три разные варианта этого изразца, два — в музее Абрамцево, ещё один — в частном собрании. Предполагается, что художник был приглашен работать над интерьерами. Но когда велось строительство дома, Врубель был тяжело болен и не участвовал в работе.
Панели, деревянные элементы камина в Кабинете изготовлены из красного дерева. На некоторых сохранился слой лака. Стены Кабинета были обиты тиснёной кожей. Потолок — кессонированный, наполнен лепкой.
Грушевая гостиная — женское помещение. Над дверями размещены, выполненные в технике гальванопластики символические изображения детства, юности и зрелости. Первоначально они были сделаны из гипса. Предполагают, что эти лица имеют портретное сходство с представителями семьи Бажановых. Ниже барельефов бронзовых бараньих головок на стенах первоначально была натянута ткань. Под потолком — лепной фриз с видами южного парка, засаженного кипарисами и платанами, среди которых террасы и беседки.
Несколько других каминов, выполненных на заводе П. К. Ваулина, также находятся в помещениях дома. Всего в квартире Бажанова было шесть угловых и четыре срединных камина. Располагались они в Холле, Приемной, Кабинете, в Фойе, Большой столовой. В здании существовала система центрального отопления, поэтому они выполняли декоративные функции.
Стены Большой столовой были украшены живописным фризом из нескольких самостоятельных картин на сюжеты русских былин работы Николая Рериха (выполнены в 1909 году) и получившим известность как «Богатырский». Это единственная сохранившаяся роспись интерьера гражданского здания, выполненная Рерихом. Фриз состоит из девятнадцати панно разного размера (техника — темпера на холсте). Фриз задумывался Николаем Рерихом как единая композиция, на это указывает хранящийся в Третьяковской галерее набросок, где отдельные части композиции разделены только чертой. В интерьере Дома Бажанова роль этой черты выполнял камин. В годы блокады фриз был поврежден. Фрагмент его был утрачен. В 1964 году фриз был передан в Русский музей в Санкт-Петербурге, где и экспонируется в настоящее время. В дом планировали передать копию, но это сделано не было. Сохранилась переписка между Алёшиным и Рерихом по поводу оформления интерьеров и создания фриза. Работа над полотнами для фриза закончилась в 1910 году. Фриз включал крупные панно: «Боян», «Витязь», «Вольга», «Микула», «Илья Муромец» и «Соловей-разбойник». Самым крупным панно был «Садко» (длина — 7 метров).
Наиболее любопытный элемент Малой столовой — четыре герба российских городов (Петербург, Ярославль, Олонец и Москва), связанных с жизнью владельцев квартиры и деятельностью принадлежавшей им компании.
Интересен интерьер Белого зала, сохранивший первоначальный декор и подлинные итальянские зеркала. В его оформлении участвовал скульптор Л. А. Дитрих.

## Галерея

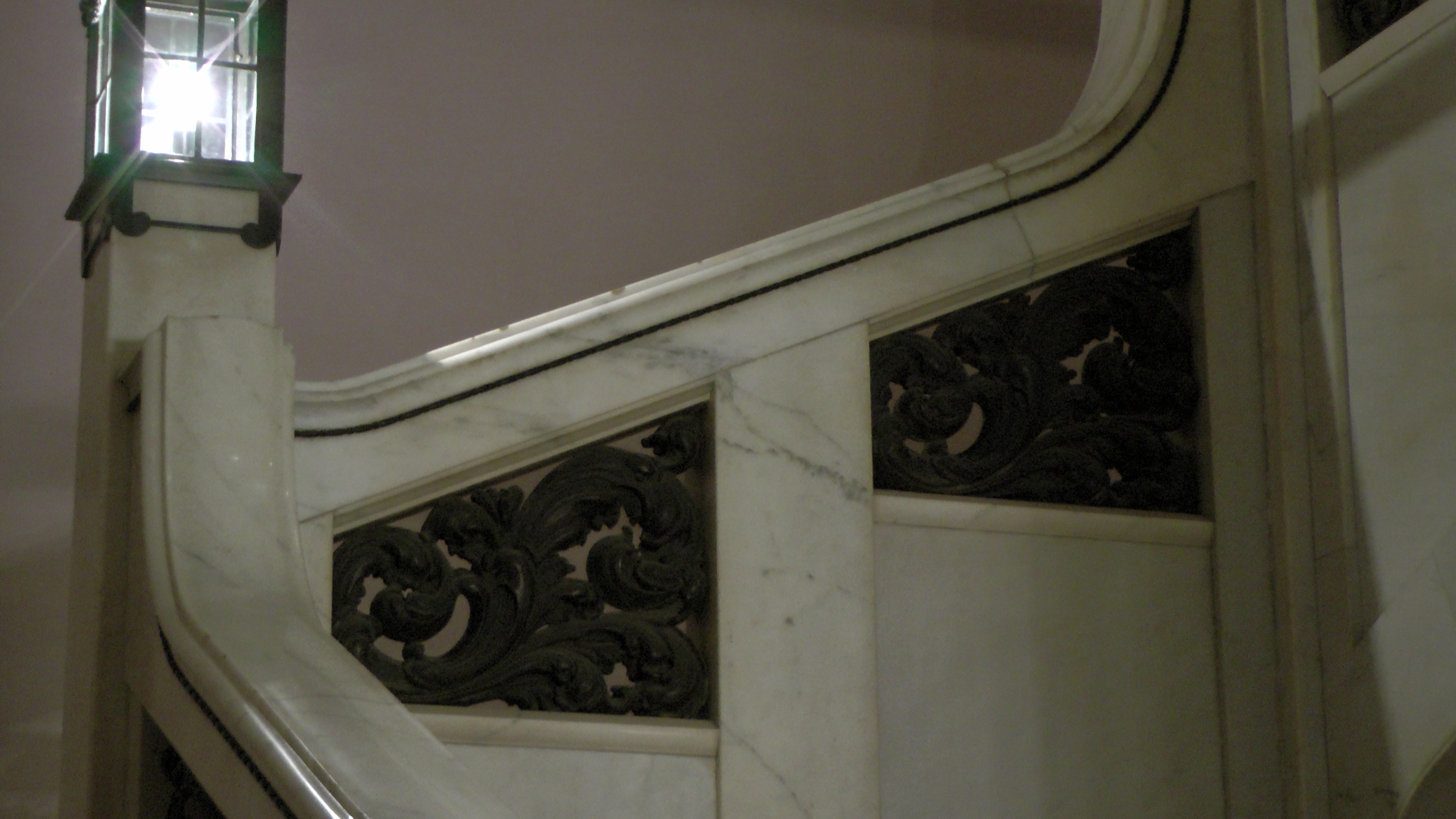
Дом Бажанова. Парадная лестница
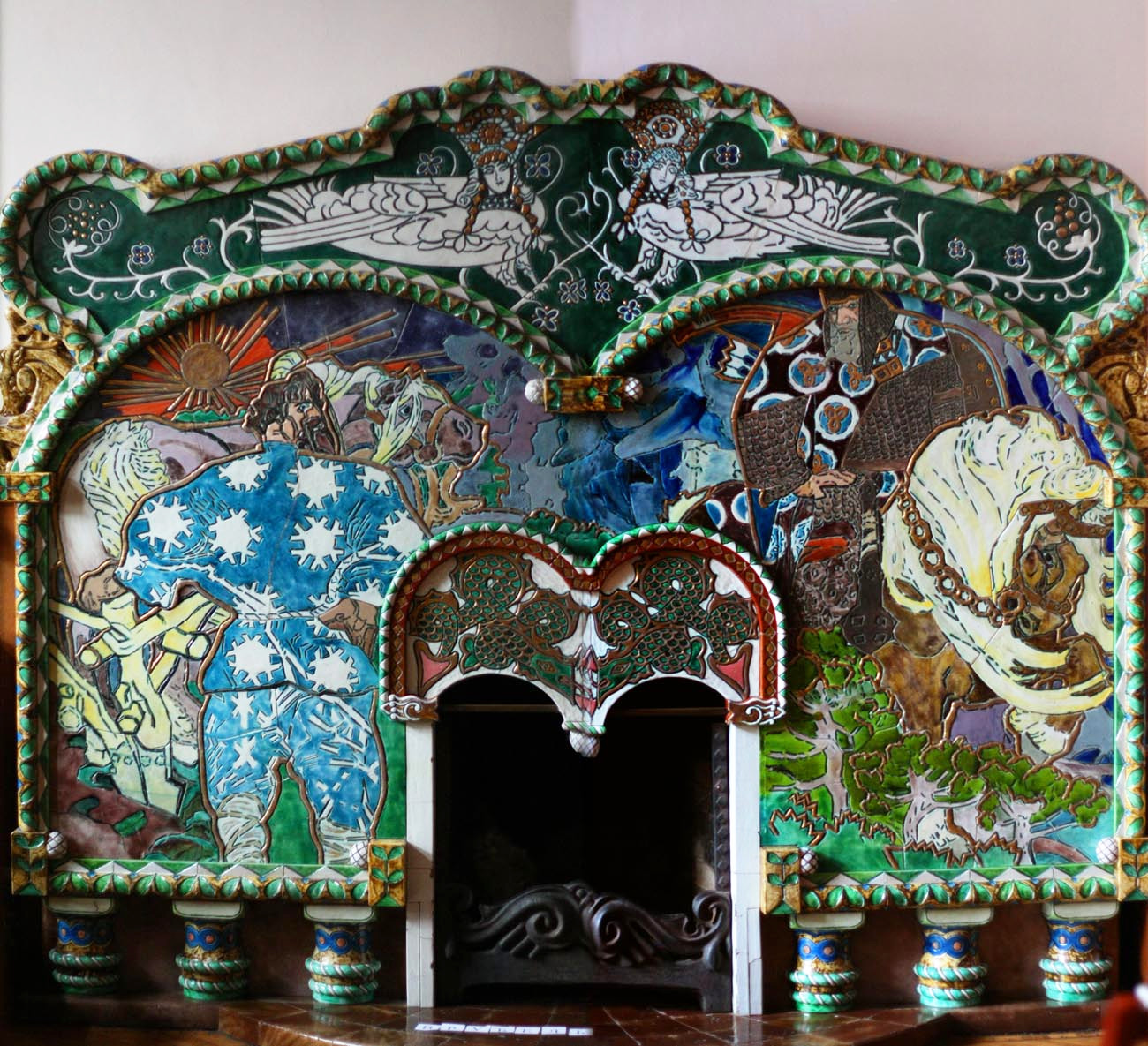
Дом Бажанова. Михаил Врубель. Камин "Вольга и Микула"
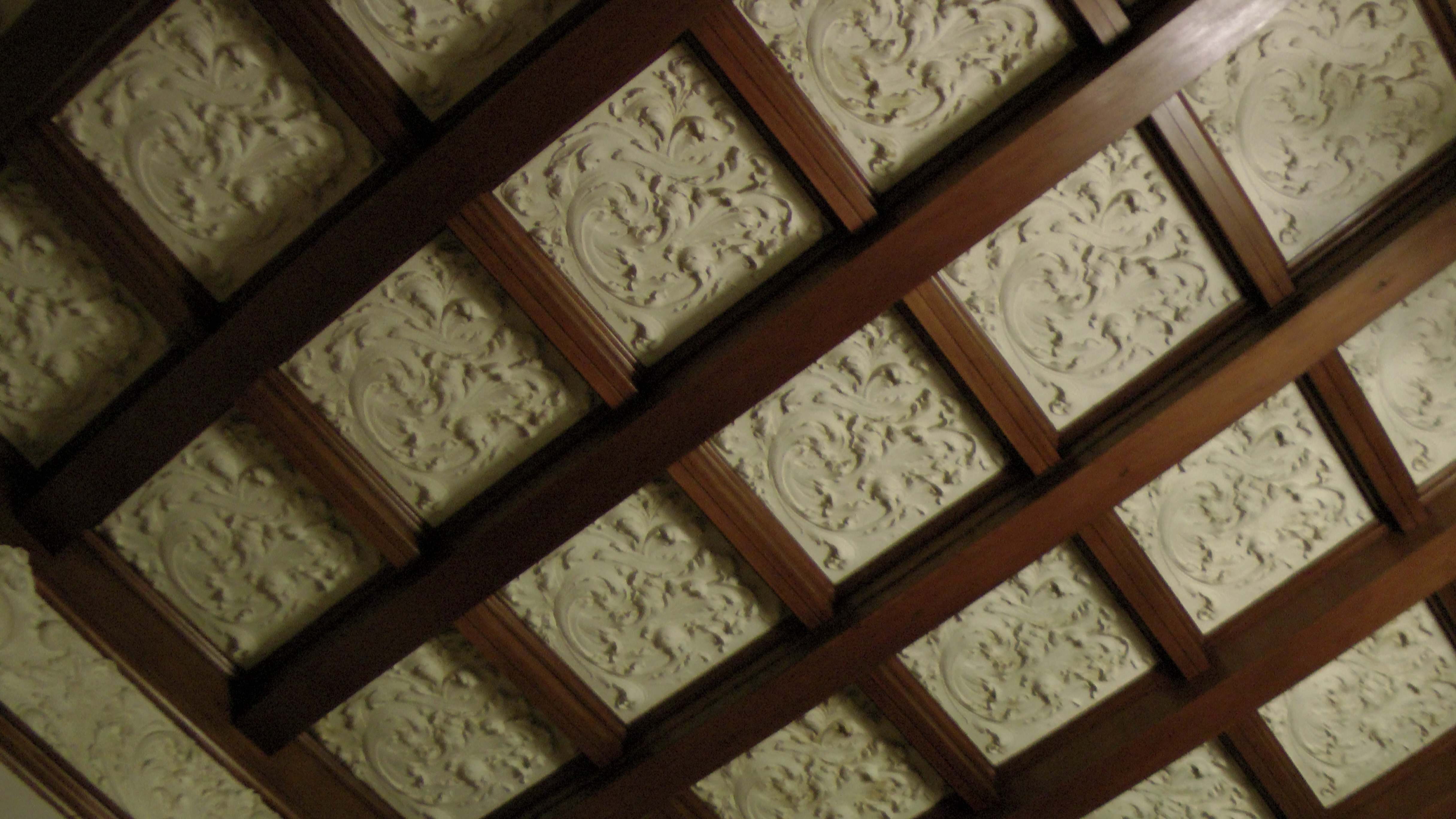
Дом Бажанова. Кабинет. Кессонированный потолок
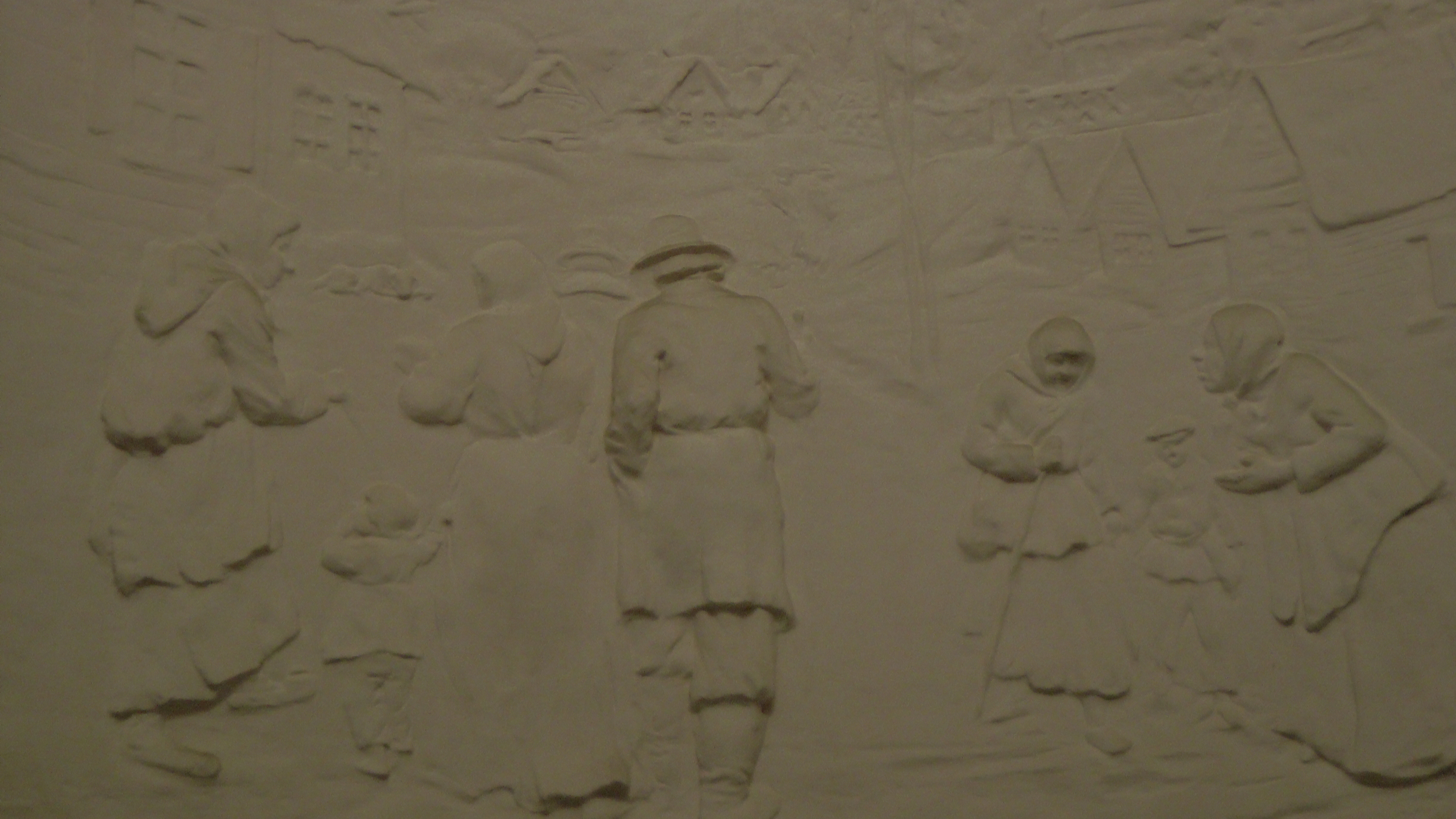
Дом Бажанова. Холл. Леопольд Дитрих (?). Лепной фриз со сценами из сельской жизни
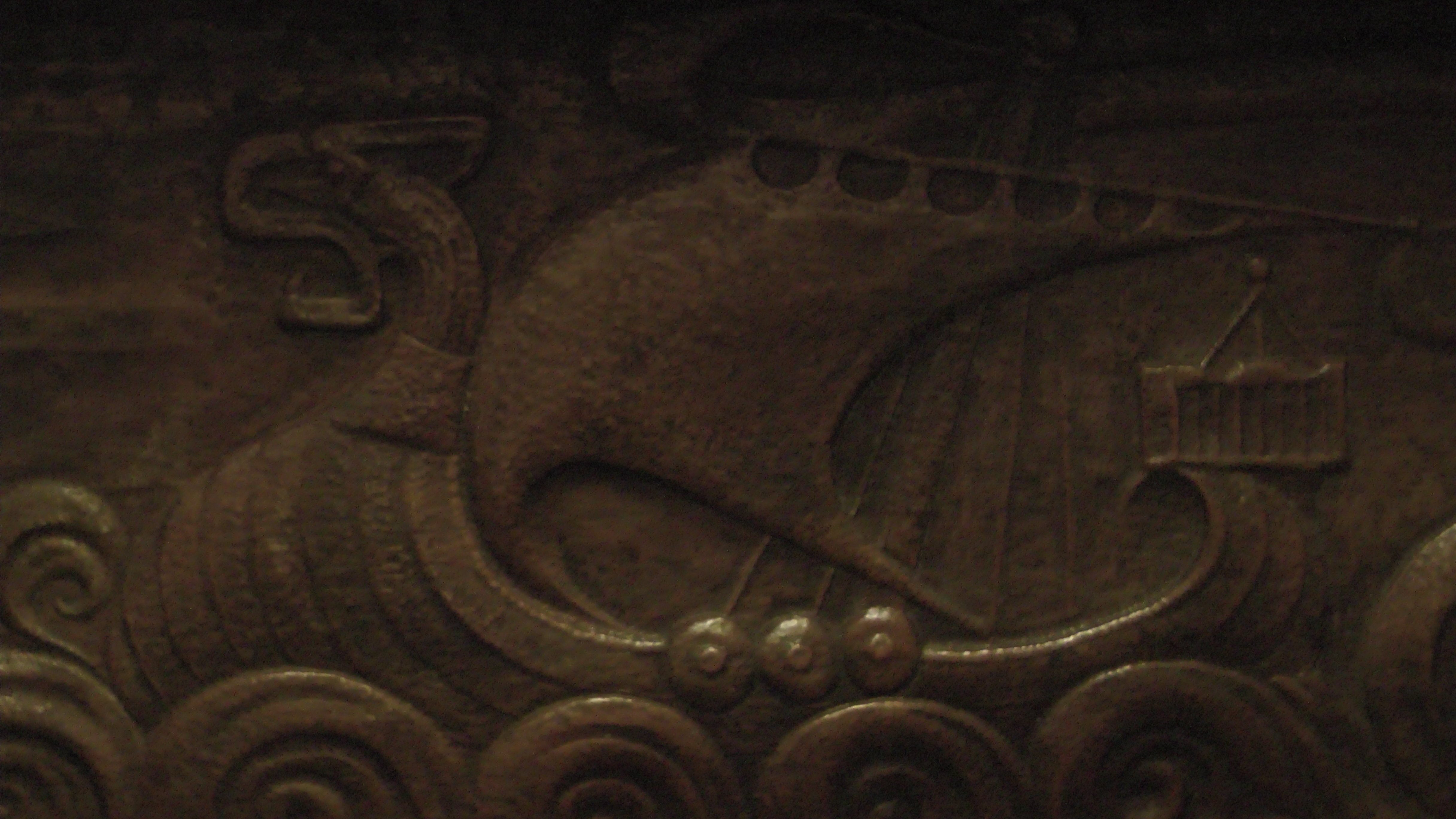
Дом Бажанова. Холл. Мастерская Ваулина и Гельдвейна. Медная панель на камине
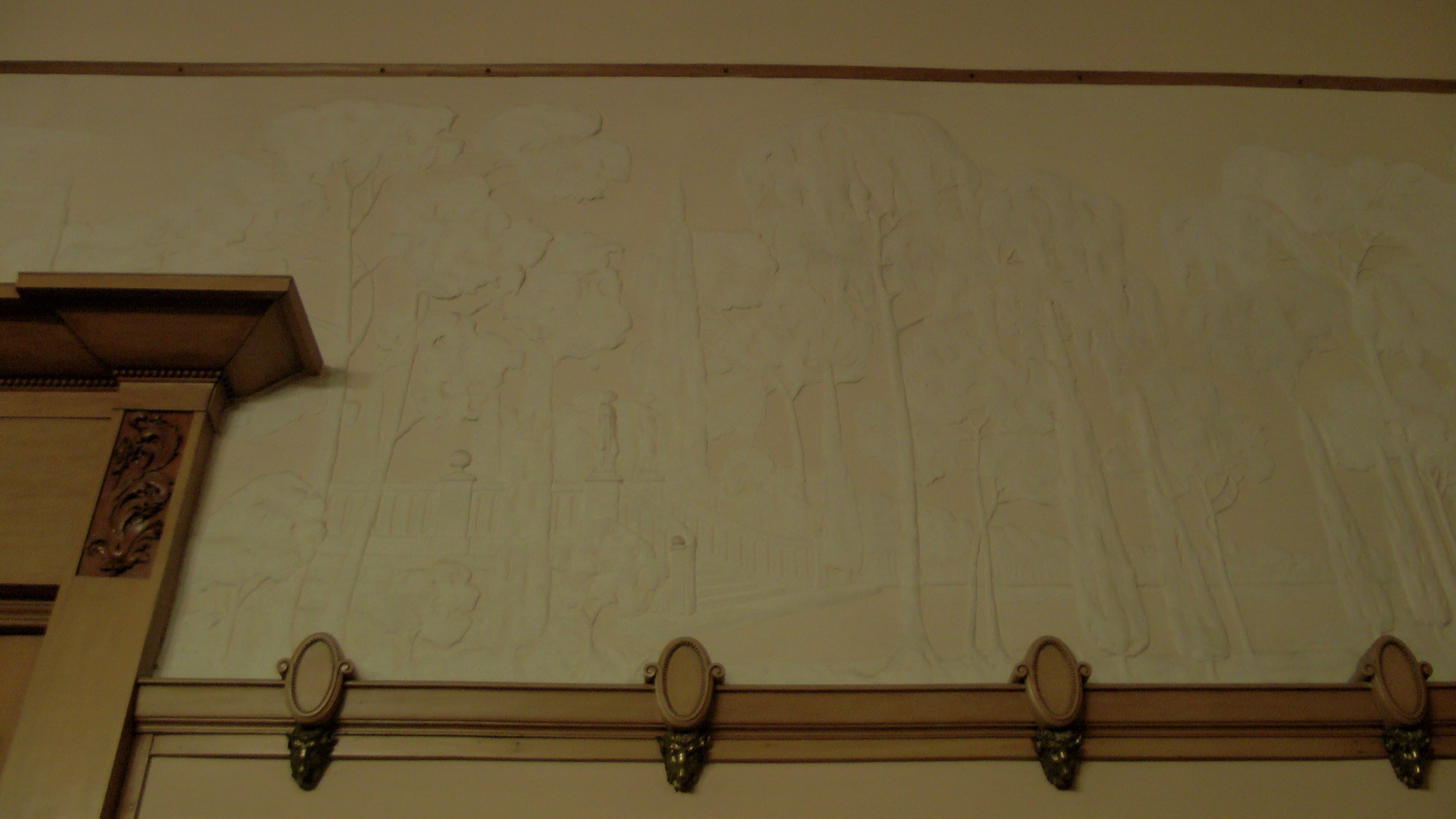
Дом Бажанова. Грушевая гостиная. Лепной фриз с изображением парка
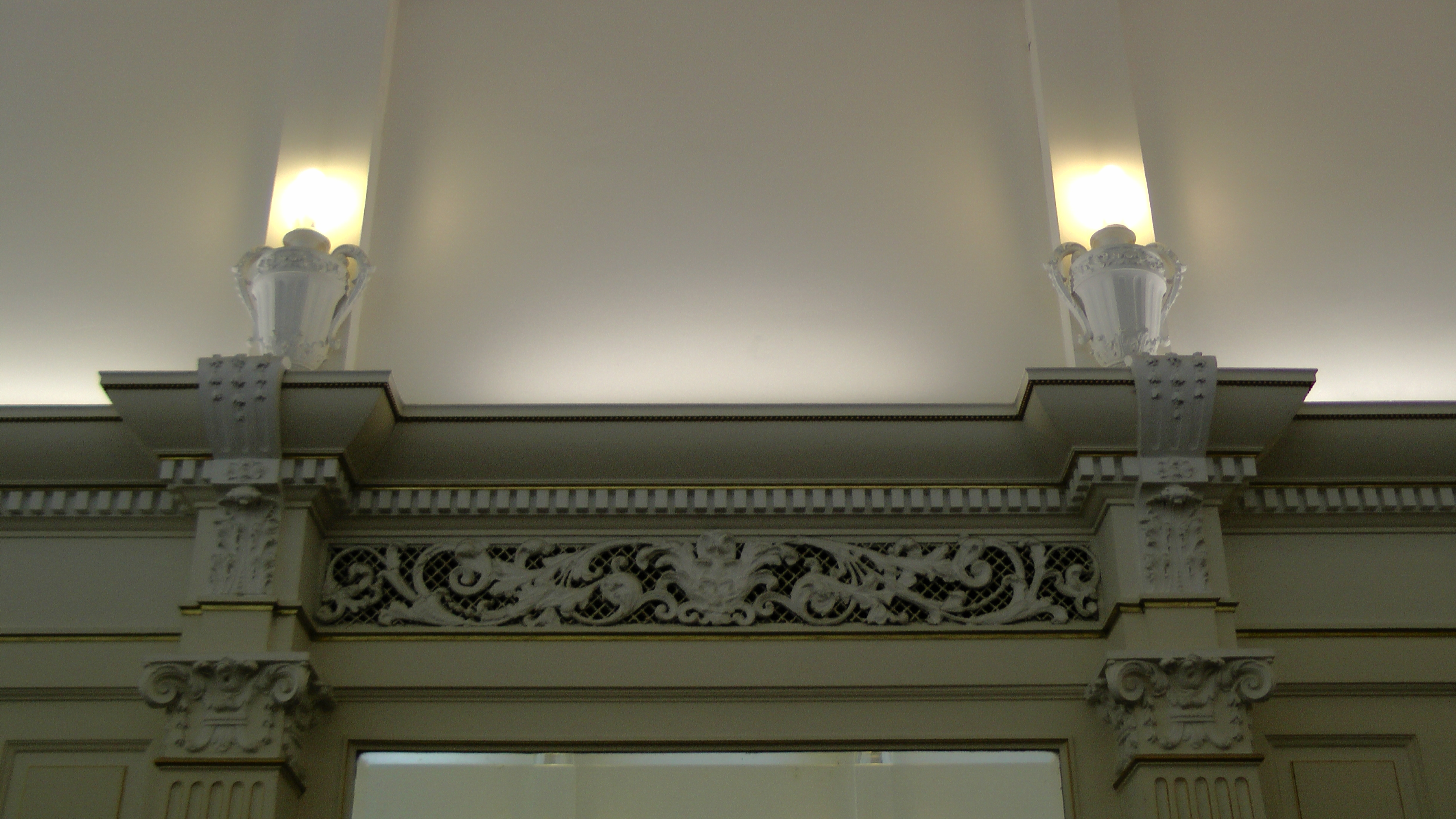
Дом Бажанова. Интерьер Белого зала. Мастер Леопольд Дитрих.

## Судьба Дома Бажанова
Перед революцией 1917 года Ф. Г. Бажанов продал дом Борису Исааковичу Катламе, директору правления товарищества «Лаферм» и табачной фабрики «А. Н. Богданов и Ко», председателю правления акционерного общества Кошелевской писчебумажной фабрики, Совета Русско-Французского коммерческого банка, члену Правления Петроградского торгово-экспортного акционерного общества.
В конце 1920-х годов в здании работало ленинградское бюро «Днепростроя». Длительное время в помещениях здания размещалась Библиотека имени А. П. Чехова. Она появилась в доме во время блокады Ленинграда.
С 1943 года эта библиотека занимала только часть бывшей хозяйской квартиры. До декабря 1963 года в другой её части (в помещениях Белого зала) проживала семья профессора-химика Николая Иосифовича Волынкина и его брат, профессор электротехники. Оба они работали в Ленинградском институте киноинженеров. В 1964 году все парадные помещения отошли библиотеке. Сейчас эти помещения занимает Детская библиотека истории и культуры Петербурга (Филиал № 2 Центральной городской детской библиотеки имени А. С. Пушкина). Регулярно проводятся экскурсии (расписание - на сайте библиотеки). В Белом зале проходят концерты, выставки, встречи с деятелями искусства. Большую часть флигельных помещений занимают жилые квартиры, а в части помещений находятся мастерские художников.
Здание включено в Единый государственный реестр объектов культурного наследия (памятников истории и культуры) народов Российской Федерации в качестве объекта культурного наследия федерального значения.